# Paweł Pawluk
Paweł Pawluk, właśc. Paweł Michnowicz But (ukr. Павло Михнович, Павло Бут, zm. 1638 w Warszawie) – hetman kozacki, przywódca powstania kozaków i chłopów w 1637.

## Życiorys
Niewiele wiadomo o życiu Pawła Pawluka. Na arenę wielkich wydarzeń wkroczył w 1635, biorąc udział w czasie powstania kozackiego Iwana Sulimy w ataku na twierdzę Kudak. Pochwycony, został skazany na karę śmierci, a wyrok miał zostać wykonany w Warszawie, jednak za wstawiennictwem kanclerza wielkiego koronnego Tomasza Zamoyskiego został uwolniony.
W 1637 wziął udział w wyprawie chana krymskiego przeciw Imperium osmańskiemu. W tym samym roku rozpoczął chłopsko-kozackie powstanie przeciw polskiemu panowaniu. Został rozbity w bitwie pod Kumejkami, ale udało mu się jeszcze z resztką mu wiernych ludzi połączyć się z oddziałami Dymitra Huni. Pod Borowicą (niedaleko Czerkas) większość powstańców jednak skapitulowała.
Po kapitulacji powstańców w Borowice 20 grudnia Pawluk wpadł w ręce hetmana Mikołaja Potockiego, bo część Kozaków zgodziła się udzielić wiary zapewnieniom królewskiego przedstawiciela, prawosławnego szlachcica Adama Kisiela. Ten ostatni twierdził, że król skorzysta wobec rebeliantów z prawa łaski, a Kozacy, którzy uznawali autorytet i ufali słowu Kisiela, zgodzili się wydać swoich przywódców.
Jednak na Sejmie w lutym 1638 szlachta znieważyła zarówno króla, jak i Kisiela, który w swoim przemówieniu przypominał, że w przeciwnym razie rebelianci walczyliby na śmierć i życie. Niektórzy posłowie proponowali nałożenie Pawlukowi na głowę rozpalonej korony i danie mu do rąk rozpalonego berła. Przypomnienie Kisiela o dobrowolnym poddaniu się Pawluka nie zostało wzięte pod uwagę. W ten sposób król został ośmieszony.
W 1638 roku wykonano w Warszawie na nim i na innych przywódcach wyroki śmierci (ścięcie głów, nabicie na pal).